# Газове сховище

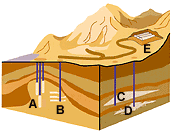
Рис. 1. Для зберігання природного газу можна використовувати (A) соляні пласти, (B) покинуті шахти, (C) водоносні пласти, (D) виснажені нафтові/газові родовища, (E) виробки в щільних гірських породах

Рис. 2. Схема підземного сховища газу 1 — свердловина для відбору газу із сховища; 2 — лінія подачі газу споживачам; 3 — магістральний газопровід; 4 — компресорна станція; 5 — насос для подачі води у пласт; 6 — водозабірний колодязь; 7 — свердловина для закачування газу у сховищі; 8 — свердловина для збирання газу, що витікає; 9 — свердловина для закачування води у пласт; 10 — вапняк; 11 — пісковик; 12 — вапняк; 13, 14 — глинисті відкладення; 15 — пористий пісковик; 16 — глинисті відкладення.

Газове сховище — природна або штучна ємність для резервування великих обсягів газу і регулювання його подачі відповідно до нерівномірності газоспоживання. Підземні газосховища розташовуються поблизу траси магістральних газопроводів і споживаючих центрів.
При зниженні споживання газу він закачується через свердловини у сховище, а при збільшенні споживання — відбирається із свердловин і знову надходить у газопровід.

## Загальний опис
Розрізняють:
- Наземні Г.с. — газгольдери;
- Підземні поверхневі Г.с. — ділянки газопроводів від останньої компресорної станції до газорозподільної станції;
- Підземні сховища газу (ПСГ) — створюються в природних і штучних підземних резервуарах.

Найбільше значення мають ПСГ, здатні вміщувати сотні млн м³.
Особливий тип Г.с. — ізотермічні сховища скрапленого газу, призначені для покриття т. зв. пікових навантажень, тобто при необхідності прискореного відбору газу.
У районах, де неможливе створення ПСГ, але існує значна нерівномірність газоспоживання, розміщують сховища скраплених природних газів (СПГ). Найбільше поширені ПСГ.
Розрізняють пористі та порожнисті підземні резервуари. До пористих належать виснажені газові, газоконденсатні, газонафтові і нафтові родовища, водоносні пласти, а також поклади негорючих газів. У межах одного такого ПСГ може бути один або декілька покладів з газом, що зберігається.
До порожнистих підземних резервуарів належать порожнини, що створюються спец. методами у відкладах кам'яної солі (пластах, масивах, куполах, штоках), в непроникних або практично непроникних гірських породах (гіпс, ангідрит, граніт, глина та ін.), в покинутих шахтах, кар'єрах та ін. гірничих виробках, в щільних гірських породах.
Найбільше ПСГ у виснажених газових або газонафтових родовищах, що створюються шляхом закачування газу через свердловини у виснажений продуктивний пласт і ПСГ у водоносних пластах, де вода з порового простору витісняється газом. ПСГ в пористому середовищі — штучні газові поклади, які експлуатуються циклічно. Визначальними параметрами для ПСГ в пористому середовищі є проникність, товщина і глибина залягання пласта-колектора, об'єм порового простору, який може бути заповнений газом, наявність герметичної покришки над пластом-колектором, а також активність водонапірної системи. Із всіх типів ПСГ в непроникних гірських породах найпоширеніші Г.с. у відкладах кам'яної солі, які утворюються вимиванням порожнини в соляному пласті шляхом нагнітання в нього води з наступним закачуванням у порожнину газу через ту ж свердловину. Глибини залягання найчастіше 100—1000 м. Придатність об'єкта для створення сховища визначається герметичністю, міцністю і стійкістю відкладів кам'яної солі та її інертністю по відношенню до продукту, який зберігається, енерговитратами на розмивання.
До системи інженерних споруд ПСГ входять свердловини для закачування і відбирання газу, компресорна станція, система газопроводів, устаткування для охолодження, осушування і очищення газу (сепаратори, фільтри, абсорбери і адсорбери). Свердловини ПСГ обладнуються автоматичними вибійними клапанами для усунення можливості відкритого фонтанування. Важливою умовою успішного створення й експлуатації ПСГ є збереження його герметичності, тобто попередження можливих витікань газу, в основному у верхні проникні пласти.
Існують гідродинамічні, гідрохімічні, геологічні, газометричні і геофізичні методи контролю: спостереження за тиском, газонасиченістю, сольовим складом вод, складом розчинених газів як по горизонтах зберігання, так і по спеціально виділених у розрізі контрольних горизонтах. Для контролю за герметичністю застосовують також ґрунтово-газову і водно-газову зйомки, які дають змогу виявити і локалізувати всі тектонічні порушення і негерметичність свердловини.
ПСГ одночасно із зберіганням газу можуть виконувати й інші функції. На газоконденсатних родовищах для підвищення коефіцієнта вилучення конденсату застосовують зворотне закачування в пласт видобутого газу після відокремлення від нього конденсату (сайклінг-процес). Цим забезпечується підтримування пластового тиску. В холодну пору родовище працює за звичайною схемою на відбір. В теплу — газ, що видобувається, нагнітають у пласт. Причому з інших джерел нагнітають додаткову кількість газу, еквівалентну відібраній у холодну пору. Такий режим експлуатації газоконденсатних покладів, розміщених поблизу великих споживачів газу, дає змогу підвищити кінцевий коефіцієнт вилучення конденсату і створити резерви газу для відбирання у холодну пору. Якщо ПСГ створено в теригенних колекторах, які містять закисні форми заліза, то газ, який в них закачується, очищається від сірководню. Проводячи закачування газу, що містить сірководень, у такі пласти в літню пору, можна в зимову пору відбирати вже очищений газ.
Для нагнітання газу в сховище, як правило, будують компресорні станції з тиском до 15 МПа. Оскільки ПСГ зазвичай розташовані поблизу промислових об'єктів або великих населених пунктів, вимоги по підвищенню їх надійності дуже жорсткі. Крім того, надійність експлуатаційних свердловин в сховищах в значній мірі залежить від якості кріплення обсадних колон, які протягом календарного року працюють в режимах відбору або закачування. Відповідно, при цьому устаткування то розтягується, то стискається.
При будівництві ПСГ необхідно приділяти увагу герметичності обв'язки колон і їх кріплення. Для цього широко використовуються колонні головки типу ГМК, кульові зворотні клапани, кріплення свердловин трубами з шорсткою поверхнею і ін. Крім того, передбачається створення спеціальних конструкцій свердловин підземних сховищ, які забезпечують надійну ізоляцію ємності від поверхневих і проміжних верхніх водоносних горизонтів, буріння свердловин зменшеного діаметра при невеликих дебітах або підвищеного діаметра при великих дебітах газу і ряд інших технічних і технологічних заходів.
Розвиток кріогенної техніки дає змогу розробляти принципово нові методи зберігання природного газу, які ґрунтуються на отриманні і зберіганні СПГ. Крім соляних каверн для зберігання СПГ, можуть споруджуватися спеціальні ізотермічні сховища. Основними завданнями, які вирішуються при зберіганні охолодженого до −162°С СПГ, є забезпечення безпеки і зведення до мінімуму припливу тепла і випаровування газу.

## Класифікація ПСГ
Підземні сховища природного газу розрізняються за своїм призначенням, об'єктом експлуатації, кількістю
експлуатованих об'єктів.
- 1. За основним призначенням ПСГ поділяються на:

– базисні, призначені для забезпечення сезонної нерівномірності газоспоживання, що характеризуються відносно стабільними режимами у сезоні відбору газу;
– пікові — для забезпечення короткочасної (кілька діб) нерівномірності газоспоживання, що характеризуються значними змінами добової продуктивності під час відбору;
— стратегічні — для утворення довгострокового запасу газу, що використовується у виняткових випадках.
- 2. За кількістю об'єктів поділяються на: — однопластові; — багатопластові.

- 3. За видом пластової енергії поділяються на ПСГ з режимами: — з газовим (постійний газонасичений поровий об'єм); — з водонапірним (змінний газонасичений поровий об'єм); — Зі змішаним.

- 4. За наявністю в виснаженому родовищі (покладі) рідких вуглеводнів розрізняють газосховища: — без нафтової облямівки або з нафтовою облямівкою непромислового значення; — з нафтовим облямівкою (промислового значення); — із залишковою нафтонасиченістю; — із залишковим газовим конденсатом.

- 5. При створенні газосховища у нафтовому родовищі штучні газові поклади можуть бути утворені у: — газовій шапці нафтового покладу; — виробленій частині нафтового покладу.

- 6.ПСГ також поділяються залежно від способу будівництва та екрануючих характеристик гірських порід, у яких вони споруджуються: в пористих і непроникних породах.

Сховища, що споруджуються в пористих проникних породах (піски, пісковики, вапняки, ангідриди та глини), залежно від способу будівництва, поділяються на:
- сховища у виснажених газових чи газоконденсатних родовищах;
- сховища у виснажених нафтових родовищах;
- сховища у водоносних структурах.

Сховища в непроникних породах, залежно від способу будівництва, поділяються на утворені: методом розчинення гірської породи; гірничопрохідним методом. У ХХ ст. вважалося можливим застосувати також підземний атомний вибух, але після серії спроб цей спосіб створення ПСГ знято з порядку денного. Причина — радіоактивне забруднення і геологічного середовища, і газу та нафти.

## Географія сховищ
Див. також Підземне сховище нафти, газу
Перше у світі ПСГ було побудоване в Канаді в 1915 р. Найбільший розвиток ПСГ отримали в США. Сховища СПГ побудовані в США, Канаді, Великій Британії, Франції, Україні, Німеччині, Нідерландах, Італії, Японії, Росії, Австрії, Латвії та ін. В Італії існує 10 ПСГ, у Франції — 15, в Австрії — 5, у Нідерландах — 3.

### ПГС в Україні
Див. докладніше Підземні сховища природного газу в Україні
Комплекс українських підземних газосховищ за потужністю другий (після Росії) у Європі. Він забезпечує закачування та відбір понад 30 млрд м³ газу за сезон.
Наразі на площі України створено 13 ПСГ; їх формування розпочато з 1964 р. Вони розміщуються як у відпрацьованих газових і газоконденсатних родовищах (11), так і в водоносних пластах локальних структур (2). При теперішніх обсягах збереження газу комплекс ПСГ забезпечує 20-25 % річного і близько 30 % добового його споживання. За своїми показниками комплекс посідає третє місце у світі (після США і Росії). Цей комплекс вважають своєрідним мостом між газодобувними регіонами Росії та Середньої Азії й споживачами газу в Європі. Автором системи ПСГ і розробником проектної документації на її будівництво був УкрНДІгаз, який вирішує все коло питань по підземному збереженню.
Перші газосховища — Олишівське і Червонопартизанське були створені у водоносних структурах і призначені для надійного газопостачання м. Києва. Дослідне закачування газу в Олишківське ПГС розпочалося у 1964 році, а у Червонопартизанське — у 1968 році. Подальший розвиток підземного зберігання газу базувався переважно на використанні відпрацьованих газових родовищ Прикарпаття. ПГС виконували не лише функцію надійного забезпечення внутрішніх споживачів, а й стали запорукою стабільного експортного постачання газу в європейські країни.